# Skelton-in-Cleveland
Skelton lub Skelton-in-Cleveland – miasto w Anglii, w hrabstwie ceremonialnym North Yorkshire, w dystrykcie (unitary authority) Redcar and Cleveland. Leży 68 km na północ od miasta York i 344 km na północ od Londynu.